# Aamunops noono
Espèce
Aamunops noono est une espèce d'araignées aranéomorphes de la famille des Caponiidae.

## Distribution
Cette espèce est endémique du Veracruz au Mexique,. Elle se rencontre vers Calcahualco.

## Description
Le mâle holotype mesure 4,00 mm.

## Publication originale
- Galán-Sánchez & Álvarez-Padilla, 2022 : « A new genus of caponiid spiders with its phylogenetic placement within Nopinae and the description of a new species of Orthonops Chamberlin, 1924 from eastern Mexico (Araneae: Synspermiata, Caponiidae). » Zootaxa, no 5128(4), p. 547-573.